# Sandur (geologi)

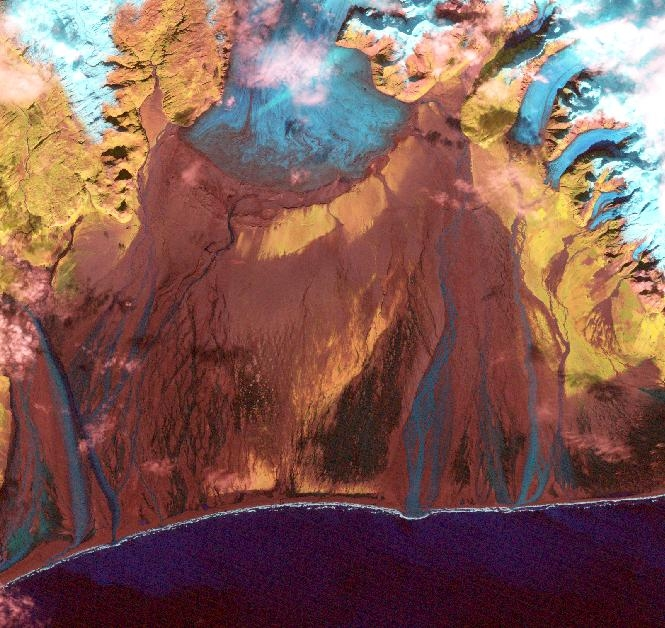
Sandur på Island

Sandur är ett floddelta på torra land som är typiskt för områden nedanför glaciärer. Sedimentationen är stor på en sådan plats. Sandur finner man på platser som Svalbard, Kerguelen och Island.
Vattnet är ofta smältvatten från avrinningsområden från glaciärer som rinner ut på en flack yta. Det deponeras större korn längst in och finare korn längre ut. Smältvattnet bildar ofta en flätflod som ofta mynnar ut i havet. 
De kan vara väldigt stora.